# 해커 문화
해커 문화(hacker culture)는 소설이나 기발한 결과물을 만드는데 있어 소프트웨어 시스템의 제약을 창의적으로 극복하는 지적인 도전을 즐기는 개개인의 하위문화이다. 프로그래밍, 기타 미디어 등의 활동에 참여하는 행위는 재미로 "해킹"(hacking)이라 부른다. 그러나 해커의 특징을 정의하는 일은 프로그래밍처럼 특정한 일을 하는 활동 그 자체가 아닌, 이를 수행하는 방식과 신나고 의미있는지의 여부를 말한다. 재미있고 재치있는 활동은 "핵 밸류"(hack value)라고 일컬을 수 있으므로 "핵"(hacks)이라는 용어는 학생들이 자신들의 기술적 적성과 재치를 증명하기 위해 수행한 MIT의 장난을 포함한 초기 예시들과 함께 등장하였다. 그러므로 해커 문화는 1960년대에 매사추세츠 공과대학교(MIT)의 테크 모델 레일로드 클럽(TMRC)와 MIT 인공지능 연구소에서 처음 등장하였다고 볼 수 있다. 해킹은 본래 주요 위험을 일으키지 않고 재치있는 방식으로 제한된 공간에 진입하는 것을 수반하였다.
해킹은 원래 심각한 손상을 주지 않으면서 제한된 영역에 영리하게 침입하는 행위를 의미했다. MIT에서 유명한 해크 사례로는 캠퍼스 경찰차를 그레이트 돔(Great Dome) 지붕 위에 올려놓은 것과, 그레이트 돔을 R2-D2처럼 변형시킨 것 등이 있다.
이 해커 하위문화의 일원들은, “해커(hacker)”라는 용어를 부정적인 의미로 사용하는 대중 매체나 일반 대중이 지칭하는 대상과 자신들을 명확히 구별하려 한다. 이들은 그러한 사람들을 경멸적으로 “크래커(cracker)”라고 부르며, 악의적 목적이나 해를 끼치기 위해 컴퓨터 보안의 취약점을 악용하는 데 주력하는 사람들로 정의한다.

## 정의
해커 은어의 영향력 있는 모음집이자, 널리 수용되지는 않았지만 중요한 참고 자료인 The Jargon File은 “해커(hacker)”를 다음과 같이 정의한다:
“프로그래머블 시스템의 세부 사항을 탐구하고 그 능력을 한계까지 확장하는 것을 즐기는 사람. 대부분의 사용자는 필요한 최소한만 배우기를 선호하는 것과 대조된다.” RFC 1392 (Request for Comments 1392: 인터넷 사용자 용어집)는 이 의미를 다음과 같이 보강하고 있다: “특히 컴퓨터와 컴퓨터 네트워크를 포함한 시스템의 내부 작동 방식에 대해 깊이 이해하는 것을 즐기는 사람.”
The Jargon File에 기록된 바에 따르면, 이와 같은 해커들은 대중 매체와 일반 대중이 ‘해커’라는 단어를 보안 침입자(security breaker)를 지칭하는 데 사용하는 것에 실망하고 있으며, 이들을 “크래커(cracker)”라고 부른다. 이 크래커에는 두 가지 유형이 포함된다:
- “화이트 햇 해커(white hat hackers)”: 시스템과 네트워크가 어떻게 작동하는지를 배우고 보안 취약점을 발견하고 수정하는 데 기술을 활용하는 “선한” 크래커들[10]
- “블랙 햇 해커(black hat hackers)”: 바이러스나 트로이 목마 같은 악성 소프트웨어를 만들고, 보안이 유지된 시스템에 불법적으로 침입하여 해를 가하려는 “악의적” 크래커들[11]

반면, 프로그래머 하위문화의 해커들은 보안 침입과 관련된 활동을 해커라는 용어의 본래 이상(장난기 있는 기지와 창의성)과 상반되는 것으로 간주한다.

## 역사
“해커(hacker)”라는 단어는 중세 영어의 "hackere", "hakker", "hakkere"에서 유래되었으며, 이는 “나무를 자르는 사람, 나무꾼, 벌목꾼”을 뜻한다.
초기의 고정된 방식으로 수행되던 프로그래밍과는 다른 새로운 스타일의 프로그래밍이 점차 인식되기 시작했으나, “해커”라는 용어가 뛰어난 컴퓨터 프로그래머들을 묘사하는 말로 사용되기 시작한 것은 1960년대부터였다. 따라서 모든 해커 정체성을 공유하는 사람들을 연결하는 근본적인 특징은, 바로 “프로그래밍 시스템의 한계를 창의적으로 극복하고 우회하는 지적 도전을 즐기며, 시스템의 기능을 확장하고자 노력하는 사람”이라는 점이다. 이러한 정의를 바탕으로 보면, ‘해커’라는 단어에 부정적인 의미가 붙게 된 이유와 해커 하위문화에 대한 오해가 어떻게 생겨났는지도 이해할 수 있다. 이 문화 내에서 흔히 쓰이는 별명 중에는 다음과 같은 것들이 있다:이 문화 내에서 흔히 사용되는 별명에는 "크래커(crackers)", 즉 주로 운에 의존하는 미숙한 도둑들이 있고, "프리크(phreaks)", 즉 숙련된 크래커들, 그리고 저작권이 있는 소프트웨어의 복제본을 획득하는 크래커들을 가리키는 "웨어즈 두드(warez d00dz)"가 포함된다. 보안을 테스트하기 위해 고용된 해커들은 "펜테스터(pentesters)" 또는 "타이거 팀(tiger teams)"이라고 불린다.
컴퓨터와 컴퓨터 사용자 간의 통신이 지금처럼 서로 연결되기 전에는, 서로의 존재를 전혀 모르거나 부분적으로만 알고 있는 경우가 많았던, 독립적이고 병렬적인 여러 해커 하위문화들이 존재했다. 이들 모두는 다음과 같은 중요한 특성들을 공유하고 있었다.
- 소프트웨어를 창작하고 서로 공유함
- 탐구의 자유에 높은 가치를 둠
- 비밀주의에 대한 적대감
- 이상적이고 실용적인 전략으로서 정보 공유
- 포크할 권리를 옹호함
- 이성에 대한 강조
- 권위에 대한 반감
- 장난기 있는 영리함, 진지한 것을 유쾌하게 여기고 유쾌한 것을 진지하게 여김

에릭 S. 레이몬드(Eric S. Raymond)가 "해커 커뮤니티"의 상징으로 제안한 것이 바로 글라이더(The Glider)이다.

이러한 유형의 하위문화는 대학 캠퍼스와 같은 학문적 환경에서 흔히 발견되었다. MIT 인공지능 연구소, 캘리포니아 대학교 버클리 캠퍼스, 그리고 카네기 멜론 대학교는 초기 해커 문화의 중심지로 특히 잘 알려져 있다. 이들은 인터넷이 등장하기 전까지 평행적으로, 그리고 대체로 무의식적으로 발전해왔다. MIT의 전설적인 PDP-10 기계인 AI는 ITS 운영 체제를 실행하고 있었으며, 이는 해커 커뮤니티의 초기 만남의 장을 제공했다. 또한 자유 소프트웨어 운동과 커뮤니티의 발전과 같은 다른 변화들은 해커 문화를 비판적으로 큰 인구와 결합시키고, 의식적이고 공통적이며 체계적인 윤리를 퍼뜨리게 했다. 이러한 진화의 증상으로는 공통의 속어 사용이 증가하고, 역사에 대한 공유된 관점이 형성된 것이 있다. 이는 다른 직업군들이 전문화된 방식과 유사하지만, 대부분의 전문 직군들이 가진 공식적인 자격증명 절차가 없는 방식이었다.
시간이 지나면서 학문적 해커 하위문화는 점점 더 의식적이고 응집력 있으며 조직화되었다. 가장 중요한 의식 고양의 순간으로는 1973년 첫 번째 자르곤 파일(Jargon File) 작성, 1985년 GNU 선언서 발표, 그리고 1997년 에릭 레이몬드의 《대성당과 시장》 출판이 있다. 이러한 과정과 관련된 것은 빌 조이, 도널드 크누스, 데니스 리치, 앨런 케이, 켄 톰슨, 리처드 M. 스톨만, 리누스 토르발스, 래리 월, 그리고 구이도 반 로섬 등 공유된 문화적 영웅들의 점진적인 인식이다.
학문적 해커 하위문화의 집중은 컴퓨터 및 네트워킹 기술의 상품화와 병행하여 진행되었으며, 이는 그 과정 또한 가속화했다. 1975년, 해커 문화는 여러 다른 운영 체제 계열과 이질적인 네트워크들에 분산되어 있었으나, 오늘날에는 주로 유닉스 및 TCP/IP 현상으로 집중되어 있으며, 자유 소프트웨어와 오픈 소스 소프트웨어 개발을 기반으로 한 다양한 운영 체제들 주위에 집중되고 있다.

## 윤리와 원칙
자유 및 오픈 소스 소프트웨어 운동의 많은 가치와 신념은 MIT와 홈브루 컴퓨터 클럽에서 시작된 해커 윤리(hacker ethics)에서 비롯되었다. 해커 윤리는 스티븐 레비(Steven Levy)의 『해커: 컴퓨터 혁명의 영웅들(Hackers: Heroes of the Computer Revolution)』 및 기타 문헌에 기록되어 있으며, 이들에서 레비는 일반적인 해커의 태도를 다음과 같이 정리하고 요약하였다:
- 컴퓨터—그리고 세상이 어떻게 작동하는지에 대해 가르쳐 줄 수 있는 모든 것—에 대한 접근은 무제한적이며 전면적이어야 한다.
- 모든 정보는 자유로워야 한다.
- 해커는 학위, 나이, 인종, 지위 같은 부당한 기준이 아니라, 그들의 해킹으로 판단받아야 한다.
- 컴퓨터로 예술과 아름다움을 창조할 수 있다.
- 컴퓨터는 당신의 삶을 더 나은 방향으로 바꿀 수 있다.

해커 윤리는 주로 공유, 개방성, 협력, 그리고 실천적 참여(hands-on imperative)에 중점을 둔다.
오픈 소스 운동의 지도자 중 한 명이자 리눅스 커널 개발자로 잘 알려진 리누스 토르발스(Linus Torvalds)는 『해커 윤리(The Hacker Ethic)』라는 책에서 이러한 원칙들이 기존의 프로테스탄트 윤리(Protestant ethics)에서 진화해온 것이며, 막스 베버(Max Weber)가 20세기 초에 소개한 자본주의 정신의 요소를 내포하고 있다고 언급했다.
핵 가치(hack value)는 어떤 일이 할 가치가 있거나 흥미롭다는 것을 표현하기 위해 해커들이 사용하는 개념이다. 이는 해커들이 문제나 해결책에 대해 직관적으로 느끼는 것이기도 하다.
핵 가치의 한 측면은, 어떤 일이 어렵다고 여겨지더라도 단지 “그것이 가능함을 보여주기 위해” 시도하는 행동이다. 의도된 용도 밖에서 사물을 독특하게 사용하는 것 또한 핵 가치로 인식된다. 예를 들어, 도트 매트릭스 충격 프린터를 이용해 음악음을 만들어내거나, 플랫베드 스캐너로 초고해상도 사진을 찍거나, 광마우스를 바코드 리더기로 사용하는 것이 그 예다.
어떤 해결책이나 성과가 “핵 가치”를 가지려면, 세련됨(finesse), 영리함(cleverness), 또는 탁월함(brilliance)을 갖추어야 하며, 창의성은 이 의미의 핵심 요소다. 예를 들어, 복잡한 자물쇠를 열쇠 없이 열어보는 것은 핵 가치가 있지만, 그것을 망치로 부수는 것은 그렇지 않다. 또 다른 예로, 현대 수학의 대부분을 연결하여 페르마의 마지막 정리를 증명하는 것은 핵 가치가 있지만, 조합적 문제를 모든 가능성을 하나하나 대입해서 푸는 것은 그렇지 않다. 해킹이란 단순히 소거법으로 해결책을 찾는 것이 아니라, 문제에 대한 영리한 해결책을 찾아내는 과정이다.

## 사용법
해커라는 용어는 주로 컴퓨터 프로그래머에게 장난스러운 영리함을 즐기는 사람을 가리킬 때 사용되지만, 같은 태도를 다른 분야에 적용하는 사람들에게도 사용되기도 한다. 예를 들어, 리차드 스톨만은 존 케이지의 침묵적 작곡 4′33″와 기욤 드 마쇼의 14세기 팔린드롬식 3부작 "Ma Fin Est Mon Commencement"를 해킹이라고 설명했다. 자르곤 파일에 따르면, "해커"라는 단어는 라디오 애호가들 사이에서 1950년대에 사용되었으며, 이는 소프트웨어 해킹 커뮤니티보다 앞섰다.

### 프로그래밍
1984년, 보스턴 글로브는 "해커"를 "컴퓨터 미친 사람들"이라고 정의했다. 이들의 프로그래머 서브컬처에서 해커는 장난스럽고 영리한 정신을 따르며 프로그래밍을 사랑하는 사람이다. 이는 원래 컴퓨터 보안과 관련이 없는 학문적 운동에서 시작되었으며, 자유 소프트웨어, 오픈 소스, 그리고 데모씬과 가장 눈에 띄게 관련되어 있다. 또한 해커 윤리가 존재하는데, 이는 소프트웨어를 작성하고 그 결과물을 자발적으로 공유하는 것이 좋으며, 정보는 자유로워야 하지만 해커가 그것을 자유롭게 만들기 위해 개인 컴퓨터 시스템을 침입하는 것은 아니라는 생각에 기반하고 있다. 이 해커 윤리는 스티븐 레비의 《해커: 컴퓨터 혁명의 영웅들》(1984)에서 대중화되었으며, 그 원칙이 체계화되었다.
해커들의 프로그래머 서브컬처는 컴퓨터 보안을 가리키는 대중 매체에서의 부정적인 "해커" 사용과 거리를 두며, 보통 그 의미로 "크래커"라는 용어를 선호한다. 대중 매체에서의 오용에 대한 불만은 1983년, 매체에서 "해커"라는 단어를 414s 사건에 연루된 컴퓨터 범죄자들을 지칭하는 데 사용하기 시작한 시점부터 제기되었다.
프로그래머 해커 서브컬처에서 컴퓨터 해커는 미학적 감각과 장난스러운 영리함으로 소프트웨어를 설계하고 프로그램을 구축하는 것을 즐기는 사람이다. 이 의미에서의 "해킹"이라는 용어는 "학생들이 정기적으로 고안한 정교한 대학의 장난"을 설명하기 위해 사용된 것에서 유래한다(Levy, 1984, p. 10). '핵'라고 불리려면, 그것은 혁신, 스타일, 기술적 기교가 담긴 업적이어야 하며, "핵로 간주되기 위해서는 그 업적이 혁신, 스타일, 그리고 기술적 기교로 가득 차 있어야 한다" (Levy, 1984, p. 10). MIT 기술 모델 철도 클럽 사전은 1959년에 해킹을
1. 건설적 목적이 없는 기사나 프로젝트
2. 잘못된 자기 조언에 의해 undertaken된 프로젝트
3. 엔트로피를 증가시키는 것
4. 핵를 생산하거나 생산하려 시도하는 것

위와 같이 정의했으며, "해커"는 "해킹을 하거나 그것들을 만드는 사람"으로 정의되었다. TMRC의 많은 전문 용어는 나중에 초기 컴퓨터 문화로 도입되었는데, 그 이유는 클럽이 DEC PDP-1을 사용하고 있었고 그들의 지역 철도 모델 용어를 이 컴퓨터 환경에 적용했기 때문이다. 처음에는 외부인들에게 이해되지 않았던 이 용어들은 MIT의 컴퓨터 환경에서 클럽을 넘어 인기를 끌게 되었다. 클럽에서 유입된 다른 용어들로는 'lose' ("장비가 작동하지 않을 때")와 'munged' ("장비가 망가졌을 때")가 있다.
그러나 다른 이들은 해커들을 항상 긍정적으로 보지 않았다. 1989년 MIT의 주거 그룹들은 잠재적인 입주자를 대상으로 그들의 정교한 Project Athena 작업 스테이션을 광고하는 것을 피했는데, 그들은 사람들에게 관심이 있는 사람이 들어오기를 원했지, 컴퓨터에 관심이 있는 사람들은 원하지 않았기 때문이다. 한 형제회 회원은 "우리는 해커 서브컬처에 대해 걱정했다"고 말했다.
에릭 S. 레이몬드에 따르면, 오픈 소스와 자유 소프트웨어 해커 서브컬처는 1960년대 미국의 컴퓨터 과학 환경에서 초기 미니컴퓨터를 다루던 '학문적 해커들' 사이에서 발전했다.
해커들은 주요 기술 발전과 그와 관련된 사람들의 많은 아이디어에 영향을 받았고, 이를 흡수했다. 가장 주목할 만한 것은 1969년부터 시작된 ARPANET의 개척자들에 의한 기술 문화이다. MIT의 PDP-10 AI 머신은 ITS 운영 체제를 실행하며 ARPANET에 연결되어 해커들이 만날 수 있는 초기 지점이었다. 1980년 이후, 이 서브컬처는 유닉스 문화와 결합되었고, 1990년대 중반 이후로는 자유 소프트웨어와 오픈 소스 운동이라 불리는 것과 거의 일치하게 되었다.
컴퓨터 프로그래머 해커 서브컬처 내에서, 해커라는 용어는 기존 코드나 자원을 확장하기 위해 일련의 수정을 적용하여 목표를 달성하는 프로그래머를 지칭하기 위해서도 사용된다. 이 의미에서 '해킹'은 신속하지만 미관상 불완전하고, 확장하기 어렵고, 유지보수가 힘들며 비효율적인 프로그래밍 작업을 수행하기 위해 엉성한 방식으로 문제를 해결하는 부정적인 의미를 가질 수 있다. 이 명사의 부정적인 형태인 "hack"은 일상 영어에서 "조잡하거나 무자비한 방식으로 자르거나 형태를 만들다"는 뜻에서 유래한 것이다 [Merriam-Webster] 이 의미는 "멋지거나 깔끔한" 해킹을 만들어내는 긍정적인 의미로서의 "해커"를 사용하는 사람들 사이에서도 사용된다. 다시 말해, 원래의 창작물을 "해킹"하는 것은 그것을 원래 창작자가 의도하지 않은 작업에 맞게 강제로 사용할 수 있도록 만드는 것으로, "해커"는 이를 습관적으로 하는 사람이다. (원래의 창작자와 해커가 같은 사람일 수도 있다.) 이러한 용법은 프로그래밍, 엔지니어링, 건축 등에서 흔히 사용된다. 프로그래밍에서 이 의미의 해킹은 많은 상황에서 타협이 필요하고, 용인되는 것으로 보인다. 일부는 이 부정적인 의미 때문에 해킹이 용인되어서는 안 된다고 주장하지만, 다른 일부는 일부 엉성한 방식도 그 불완전함과 추함에도 불구하고 여전히 "해킹 가치"가 있다고 주장한다.
소프트웨어 공학이 아닌 분야에서는, 유지보수가 불가능한 해결책에 대한 용인이 적고, 임시방편적인 목적이라 하더라도 누군가를 "해커"라고 부르면 그 사람이 전문성이 부족하다는 의미를 내포할 수 있다. 이 의미에서 "해커"라는 용어는, 해커가 시스템을 단기적으로 작동하게 만드는 수정 작업을 할 수 있다는 점에서 시장에서 어느 정도의 기술을 보유하고 있다는 긍정적인 의미 외에는 실제로 긍정적인 의미가 없다. 그러나 항상 더 숙련되거나 기술적인 논리학자가 "해킹 작업"으로 간주되지 않을 성공적인 수정을 했을 것이라는 이해가 존재한다. 이 정의는 "해킹 작업(hack-job)"이라는 용어의 다른, 비컴퓨터 기반 용법과 유사하다. 예를 들어, 생산용 스포츠카를 레이싱 머신으로 전문적으로 개조하는 것은 해킹 작업으로 간주되지 않지만, 뒷마당에서 이루어진 임시방편적인 기계공의 작업 결과는 해킹 작업으로 간주될 수 있다. 두 기계의 경주 결과를 예측할 수 없지만, 간단한 점검으로는 디자이너들의 전문성 차이를 즉시 알 수 있다. 해커와 관련된 형용사는 "hackish"이다.
좀 더 보편적인 의미에서, 해커는 컴퓨터를 언급하지 않고 일반적으로 창의적인 방식으로 인식된 한계를 넘어서서 작동하게 만드는 사람을 의미한다, 특히 MIT에서 그렇다. 즉, 소프트웨어 해커들의 창의적인 태도를 컴퓨팅 외의 분야에 적용하는 사람들이다. 여기에는 컴퓨터 해킹 이전의 활동들도 포함된다. 예를 들어 현실 해커나 도시 탐험가(문서화되지 않거나 허가되지 않은 건물 내 구역을 탐험하는 사람들)가 있다. 하나의 구체적인 예는 MIT 학생들이 전통적으로 벌이는 장난으로, 범죄자가 아닌 사람이 해커라고 불린다. 예를 들어, MIT 학생들이 몰래 MIT 10번 건물의 돔에 가짜 경찰차를 올려놓은 사건이 바로 이런 의미에서의 해킹이었고, 관련 학생들은 따라서 해커로 불렸다. 다른 유형의 해킹으로는 현실 해커, 웻웨어 해커("뇌를 해킹하다"), 미디어 해커("평판을 해킹하다")가 있다. 비슷한 맥락에서 "핵"는 수학 해킹을 의미할 수 있는데, 이는 수학적 문제에 대한 창의적인 해결책을 뜻한다. 이러한 용법들은 모두 MIT를 넘어 확산되었다.

### 윤리적 해킹
CSO Online은 윤리적 해킹을, 조직의 명확한 허가를 받고 해당 조직의 장치와 컴퓨터 시스템에 접근하여 사이버 보안 방어 체계의 효과를 평가하고 테스트하는 행위로 정의했다. 일반적으로 조직은 제3자 사이버 보안 업체를 통해 또는 계약을 맺어 윤리적 해커의 서비스를 이용한다. 이들의 주요 임무는 위협 행위자가 보안 취약점을 발견하고 악용하기 전에 이를 찾아내고 수정하는 것이다. 이러한 사이버 보안 테스트의 선제적 접근 방식은 조직에 상당한 비용 절감 효과를 가져온다.
윤리적 해킹은 소프트웨어 엔진이 실제 사이버 위협을 실행하여 기업의 디지털 구조가 얼마나 견딜 수 있는지를 평가하는 과정이다. 윤리적 해커는 사이버 공격자의 역할을 수행하며, 평가, 침투 테스트, 그리고 위협 행위자들이 사용하는 전술, 기법, 절차(TTPs)를 모델링한다. 이러한 신중한 검토는 조직이 자사 보안 시스템의 약점을 식별할 수 있게 해 주며, 그에 따라 방어를 강화하기 위한 필요한 조치를 취할 수 있도록 한다.
사이버 공격은 기업에 막대한 재정적 피해를 초래할 수 있다. 이러한 경우, 윤리적 해커가 발견한 취약점을 식별하고 수정함으로써 조직은 이와 같은 거대한 재정 손실로부터 구제될 수 있었을지도 모른다. 더욱이, 소규모 조직의 경우에는 그 영향이 훨씬 더 극적일 수 있으며, 때로는 기업의 존폐 자체를 구할 수 있는 수단이 되기도 한다.
또한 윤리적 해킹의 행위는 더 큰 해커 문화에도 영향을 미친다. 과거에는 해킹 기술이 법을 어기는 행위와 연결되어 있었으나, 윤리적 해킹의 등장으로 이러한 인식이 극적으로 변화했다. 윤리적 해킹은 해킹 기술을 정당화하고, 이를 공개적으로 논의할 수 있는 기반을 마련했다. 이러한 변화는 해커를 범죄자로 보는 고정관념에 도전하며, 사이버 보안에 대한 긍정적인 기여에 초점을 맞출 수 있게 했다. 윤리적 해킹은 해커에 대한 대중의 인식을 근본적으로 바꿔놓았다. 해킹 기술을 가진 사람들을 사이버 범죄의 가해자가 아닌, 오히려 이를 방지하는 해결책의 일부로 인식할 수 있게 된 것이다. 지식과 전문성을 갖춘 윤리적 해커는 디지털 자산의 수호자로서, 조직과 사전에 협력하여 더 안전한 온라인 환경을 조성해나간다.
윤리적 해킹은 단순히 조직의 선제적 방어 수단에 그치지 않고, 해킹 집단 내에서의 바람직한 문화적 혁신 또한 이끌어낸다. 해킹 기술의 건설적인 활용에 중점을 둠으로써, 윤리적 해킹은 사이버 보안 강화를 위한 공동 노력 속에서 핵심적인 활동이 되었고, 대중의 눈에 비친 해커의 이미지를 재정의하는 데 기여하고 있다.

### 홈 컴퓨팅 애호가
또 다른 맥락에서, 해커란 소프트웨어나 하드웨어의 한계를 밀어붙이는 컴퓨터 취미가를 의미한다. 홈 컴퓨터 해킹 하위문화는 1970년대 후반의 취미 중심 가정용 컴퓨터 사용과 관련이 있으며, 이는 MITS Altair의 출시와 함께 시작되었다. 이 분야에서 영향력 있었던 단체 중 하나는 홈브루 컴퓨터 클럽(Homebrew Computer Club)이다. 하지만 그 뿌리는 더 오래전으로 거슬러 올라가며, 아마추어 무선(Radio) 애호가들에게서 비롯되었다. 아마추어 무선 슬랭에서는 성능 향상을 위한 창의적인 조작을 이미 1950년대부터 “해킹(hacking)”이라고 불렀다.
홈브루 클럽 시절에는 취미 해커들과 프로그래머 하위문화 해커들 사이에 많은 중복이 있었지만, 시간이 흐르며 두 집단의 관심사와 가치관은 다소 갈라지게 되었다. 오늘날 취미 해커들은 상업용 컴퓨터 및 비디오 게임, 소프트웨어 크래킹, 비범한 컴퓨터 프로그래밍(데모씬 등)에 더 많은 관심을 둔다. 또한 이 그룹의 일부는 컴퓨터 하드웨어나 기타 전자 장치의 개조(modding)에도 흥미를 보인다.

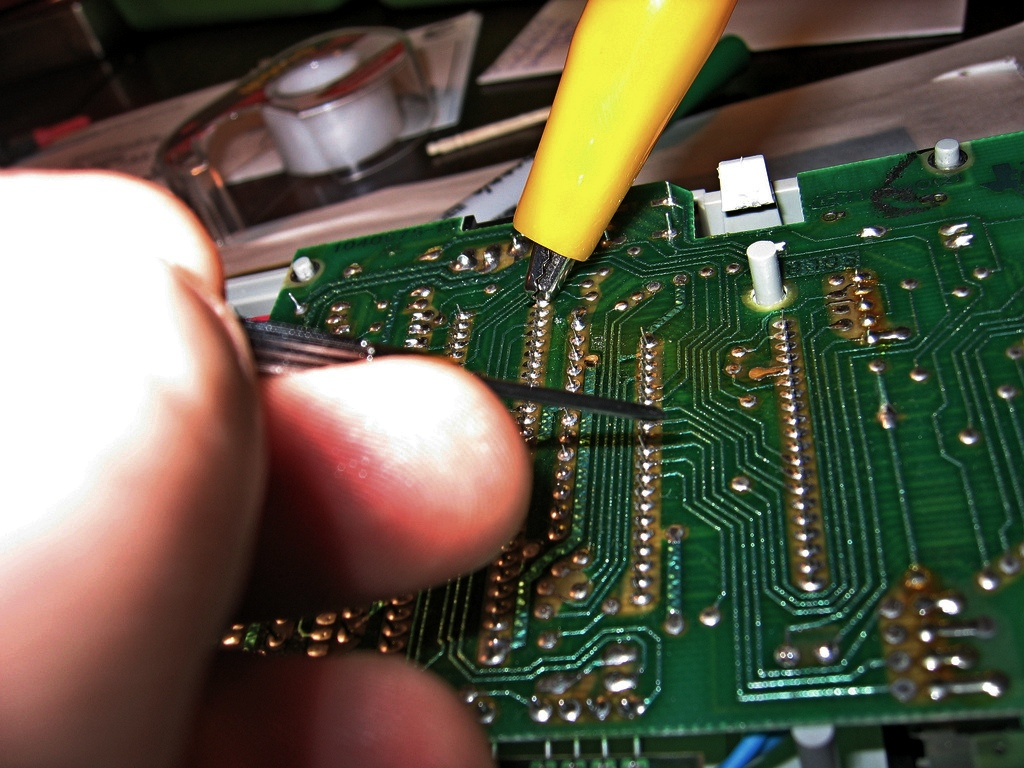
DIY 뮤지션이 주얼리용 드라이버와 악어 클립을 사용해 신시사이저의 회로 기판을 탐색하며, 회로의 서로 다른 부분을 단락시켜 예상치 못한 사운드 효과를 만들어내는 '벤드(bend)'를 찾고 있다.

컴퓨터 이외의 장치를 다루는 전자 취미가들도 이 범주에 포함된다. 이들은 그래픽 계산기, 비디오 게임 콘솔, 전자 악기 키보드 등 다양한 장치에 간단한 개조를 시도하며, 이는 제조사가 최종 사용자에게 제공하려 하지 않았던 기능을 노출시키거나 추가하려는 것이다(대표적인 사례로는 CueCat이 있다). 많은 테크노 뮤지션들은 1980년대의 Casio SK-1 샘플링 키보드를 회로 벤딩(circuit bending)하여 특이한 사운드를 만들어냈다. 이들은 집적회로 칩의 다양한 리드(lead)에 전선을 연결하여 실험을 진행했으며, 그 결과는 칩 설계에 원래 포함되어 있었지만 접근할 수 없었던 기능을 열어주기도 하고, 혹은 테크노 음악 스타일의 일부가 된 불협화음적 디지털 톤을 만들어내기도 했다.
기업들은 이러한 행위에 대해 다양한 입장을 취하고 있다. 예를 들어 텍사스 인스트루먼트는 자사의 그래픽 계산기, 레고는 레고 마인드스톰 로봇 키트에 대해 개방적인 태도를 보이는 반면, 마이크로소프트는 Xbox 해커를 차단하려 시도하거나, 블루레이 디스크 플레이어에서 DRM 루틴을 통해 해킹된 장치를 무력화하려는 등 강경한 대응을 하기도 한다.
이 맥락에서 “핵(hack)”는 다른 프로그램—종종 비디오 게임—을 (때로는 불법적으로) 수정하여 사용자가 원래 접근할 수 없던 기능에 접근할 수 있도록 해주는 프로그램을 의미한다. 이러한 용례의 예로, Palm OS 사용자들에게(이 운영체제의 4번째 버전까지) “핵”는 운영체제를 확장하여 추가 기능을 제공하는 확장 기능을 의미했다. 이 용어는 또한 특수 소프트웨어를 이용해 비디오 게임에서 부정행위를 하는 사람들을 가리키는 데에도 사용된다. 이와 유사하게, 아이폰의 탈옥(jailbreaking)을 가리키는 데에도 쓰일 수 있다.

## 같이 보기
- 데모씬
- 유닉스 철학